# Алас (обряд)
Алас — хакасский  , киргизский  обряд окуривания помещения, домашнего скота и другого имущества дымом богородской травы из практических и магических соображений для дезинфекции и отпугивания дурных духов. Считается что при аласе может пройти зубная боль и пр. При обкуривании исполнитель приговаривает: «алас-алас».
Слово "алас" также встречается в списках хакасских имён, но может иметь другую этимологию.
У сибиров обряд “Алас сиккереү” проводить коня через огонь. Обряд сопровождается словами: «алас–алас әр пәләтән ҡалас». "Алас" - восклицательное слово шамана.